# Villa Contarini

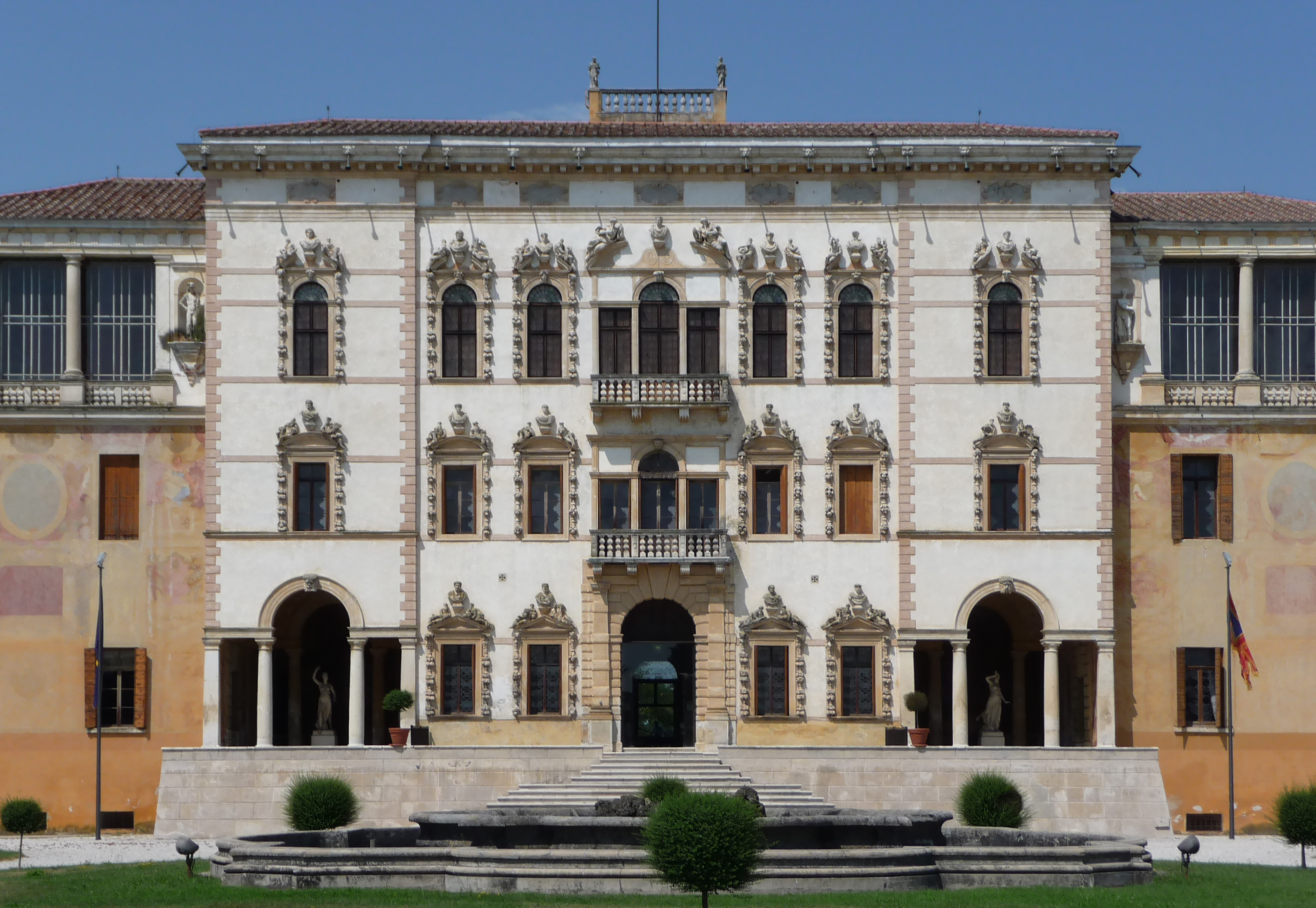
Cos central de la villa

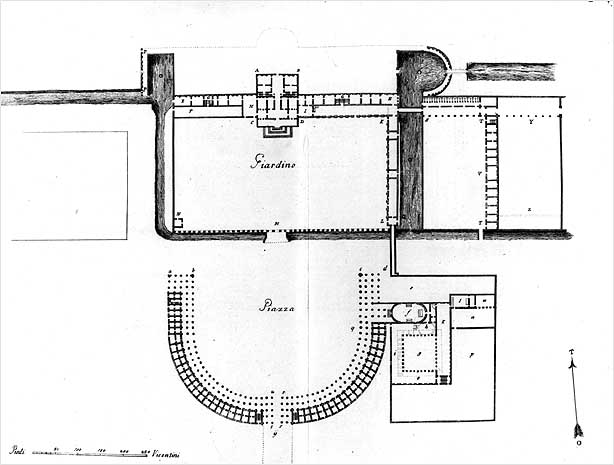
Planta del complex de la villa (Francesco Muttoni, 1760)

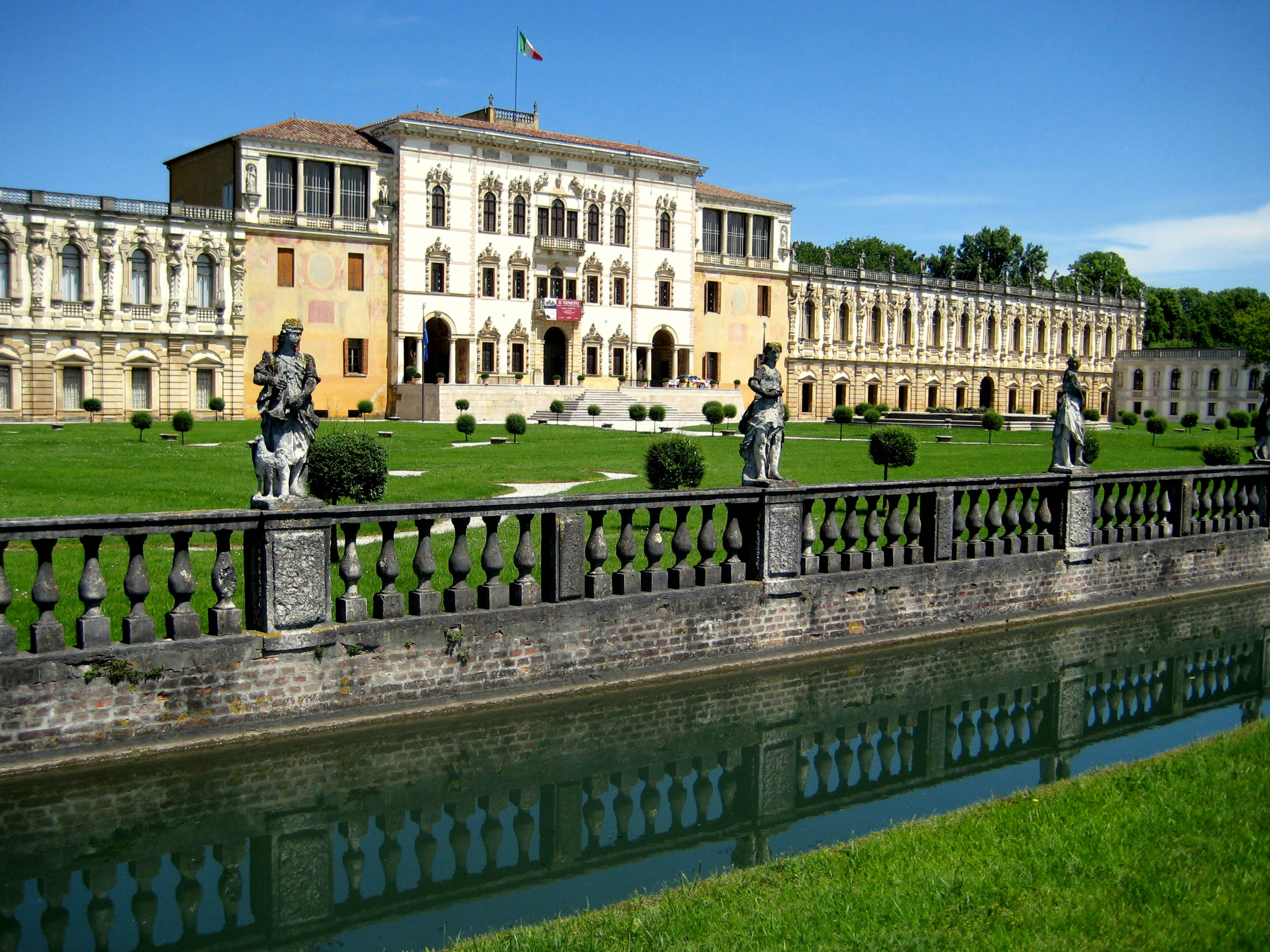
Vista de la villa

Villa Contarini, Camerini és una de les vil·les vènetes més grans.
La villa veneta és un tipus de residència patrícia fundada pel patriziato della Repubblica di Venezia i desenvolupada en la zona agrícola dels Domini di Terraferma entre la fi del sgle XV i el segle xix. D'estil barroc, està situada al fons de la plaça principal de Piazzola sul Brenta (Província de Pàdua), està porticada i és circular.
L'any 1546 Paolo i Francesco Contarini van fer construir el cos central d'aquesta villa.
El nucli central és obra de l'arquitecte Andrea Palladio, Al final del segle xix s'hi va crear un jardí d'estil anglès